# Deadpool (film)
|  | For filmen The Dead Pool fra 1988, se Dødsspillet (film) |
Deadpool er en amerikansk superheltefilm fra 2016 baseret på Marvel-karakteren af samme navn. Det er den ottende film i X-Men-filmserien, og er instrueret af Tim Miller. Skrevet af Rhett Reese og Paul Wernick, medvirker blandt andre Ryan Reynolds, Morena Baccarin, Ed Skrein, T.J. Miller, Gina Carano, Brianna Hildebrand og Stefan Kapičić. 
I filmen følger man Wade Wilson på sin jagt efter manden, som gav ham accelereret helbredning og et udseende fyldt med ar.

## Medvirkende
- Ryan Reynolds som Wade Wilson / Deadpool, en lejemorder, og Vanessa's kæreste, som efter at han får konstateret kræft modtager en sjælden behandling, som gør ham til en mutant, hvilket får ham til at søge hævn
- Morena Baccarin som Vanessa Carysle, Wade's kæreste, som Wade opgiver efter han bliver en mutant, men stadig er hans store kærlighed.
- Ed Skrein som Francis Freeman / Ajax: Deadpool's ærkefjende, som gjorde ham til en mutant.
- T.J. Miller som Weasel, Deadpool's ven.
- Gina Carano som Angel Dust, Ajax's håndlanger.
- Leslie Uggams som Blind Al, Deadpool's blinde ven.
- Brianna Hildebrand som Negasonic Teenage Warhead, en mutant, som er elev for Colossus.
- Stefan Kapičić, som stemmen til Piotr Rasputin/Colossus, en mutant, som er medlem af superheltegruppen X-Men.
- Karan Soni som Dopinder, en taxachauffør som er ven, og hjælper af Deadpool.

## Priser
| Ceremoni      | Pris                         | Modtager      | Resultat  |
| ------------- | ---------------------------- | ------------- | --------- |
| Golden Globes | Bedste film - Komedie        | Tim Miller    | Nomineret |
| Golden Globes | Bedste skuespiller - Komedie | Ryan Reynolds | Nomineret |